# The Treasures Arcane - Transfigurated Edition
The Treasures Arcane - Transfigurated Edition è una compilation del gruppo gothic metal italiano Crown of Autumn, pubblicata nel 2011 dall'etichetta My Kingdom Music.

## Il disco
Si tratta di una versione remixata e rimasterizzata dell'album di debutto della band
e include anche quattro tracce rimasterizzate provenienti dal demo Ruins del 1996. Il disco originale venne registrato tra aprile e maggio del 1997 e per l'occasione il gruppo si avvalse di un'autoproduzione pubblicandolo lo stesso anno con l'etichetta discografica Elnor, creata da loro stessi per l'occasione. Questa edizione ha consentito una nuova distribuzione di un album che era divenuto oggetto di culto tra i fan e ha anche permesso di migliorarne la qualità sonora.
Lo stile musicale proposto è di stampo gothic con influenze black/death metal melodico e con composizioni che spesso sfociano nel folk metal con atmosfere epiche e medievali; ne è un esempio la canzone Towers of Doleful Triumph che include un nuovo arrangiamento di una melodia tradizionale ed un verso cantato in italiano arcaico. Le atmosfere ancestrali in alcuni casi sono sorrette da testi scritti in antico inglese, ne è un esempio la traccia The Nettle Path of Grief che include la poesia A Dirge (Canto funebre) scritta da Percy Bysshe Shelley e pubblicata nel 1824.

## Tracce
Testi e musiche di Emanuele Rastelli.
1. Equinox (strumentale) – 0:30
2. Towers of Doleful Triumph – 4:33
3. A Lyre in the Vesper's Calm – 4:47
4. Nocturnal Gold pt. 1: In Ageless Slumber – 3:40
5. Nocturnal Gold pt. 2: Name of Inquietude – 7:20
6. The Nettle Path of Grief – 6:01
7. Thou Mayst in Mee Behold – 5:05
8. The Treasures Arcane – 7:09
9. ...and the Cold Came o'er the Feud – 2:23
10. 'Neath Selenic Majesty – 6:40
11. Forlorn Elven Realms (strumentale) – 2:26

Tracce bonus dal demo Ruins del 1996
1. Awetum – 6:07
2. Symphonic Storm – 5:13
3. Crowned in Twilight – 5:01
4. Shadow of the Comet – 6:14

## Formazione
- Emanuele Rastelli − voce screaming (tracce 1-11), chitarra, basso, tastiera
- Diego Balconi − voce
- Mattia Stancioiu − batteria
- Marco Ibba - voce screaming (tracce bonus)
- Davide - batteria (tracce bonus)